# Felipe Guillén y Carabantes
Felipe Guillén y Carabantes (Zaragoza, 1818-Ricla, 1886) fue un escritor y abogado español.

## Biografía
Nació en 1818 en Zaragoza. Desempeñó la profesión de abogado. Habría ostentado el cargo de concejal (1869 y 1874) en Zaragoza y fue responsable de la publicación de una Descripción de las calles, plazas, plazuelas, puertas y paseos de la ciudad de Zaragoza (Zaragoza, 1863). Falleció en Ricla en 1886.